# Poczapińce
Poczapińce – wieś na Ukrainie w rejonie tarnopolskim należącym do obwodu tarnopolskiego. 
W II Rzeczypospolitej wieś powiecie tarnopolskim województwa tarnopolskiego. W 1921 r. posiadała 1134 mieszkańców, w tym 934 Polaków. 
W czasie okupacji niemieckiej mieszkająca tutaj polska rodzina Kuczyńskich udzielała pomocy Żydom, w tym ukrywała Josefa Wiedermana. W 1995 roku Instytut Jad Waszem uhonorował za to tytułami Sprawiedliwych wśród Narodów Świata Aleksandra i Katarzynę Kuczyńskich oraz ich dzieci: Kazimierza, Rudolfa, Julię Pałaniuk z d. Kuczyńską i Stefanię Kleszcz z d. Kuczyńską.
W latach 1944–1945 działała tu silna polska samoobrona, która skutecznie odstraszała członków OUN-UPA od napadu na wieś. Mimo to w tym czasie nacjonaliści ukraińscy   zamordowali na drogach prowadzących do wsi 12 Polaków.

## Urodzeni w Poczapińcach
- Tomasz Obertyński (ur. 8 czerwca 1896 r., zm. wiosną 1940 r. w Charkowie) – pułkownik dyplomowany piechoty Wojska Polskiego, ofiara zbrodni katyńskiej,
- Ignacy Kwarta - (ur. 25 lipca 1898 r., zm. 23 maja 1945 r. w Krakowie) – doktor nauk medycznych, więzień Auschwitz-Birkenau, działacz komunistyczny.